# جون كالاهان (مصارع محترف)
جون كالاهان (بالإنجليزية: John Callahan)‏ هو مصارع محترف أمريكي، ولد في 1964.

## روابط خارجية
- جون كالاهان على موقع CageMatch worker (الإنجليزية)